# 小林盆地
小林盆地（こばやしぼんち）は、宮崎県小林市市街地を中心として高原町にまたがる直径約10キロメートルの盆地である。

## 地理
北から東にかけては九州山地、南から西にかけては霧島山に囲まれている。標高は150-300メートルあり、昼夜あるいは季節による気温の変化が大きくしばしば霧が発生する。冬期には「霧島おろし」と呼ばれる冷たい西風が吹き抜ける。
大淀川支流の岩瀬川が石氷川、辻ノ堂川、浜ノ瀬川と合流し盆地東部から流出する。盆地内には名水百選に選ばれた出の山湧水をはじめとして40ヶ所以上の湧水地がある。
かつては米、ムギ、サツマイモを主要産物とする農業地帯であったが、昭和40年代以降は畜産が盛んになっている。

## 地質
小林盆地は約52万年前に小林サクラ火山灰を噴出させた大噴火を起こしたカルデラ（小林カルデラ）を起源として形成されたと考えられているが、カルデラとしての輪郭ははっきりしていない。北東部は九州山地を構成する四万十層群と呼ばれる地層、南西部は霧島山の溶岩流が伸びており、盆地内部は西側に隣接する加久藤カルデラを起源とする溶結凝灰岩をはじめとして、入戸火砕流や鬼界アカホヤ火山灰などの火山噴出物が厚く堆積している。盆地中央部には沖積層が分布する。